# Azerbejdżan w Konkursie Piosenki Eurowizji
Azerbejdżan uczestniczy w Konkursie Piosenki Eurowizji od edycji 2008, od tamtej pory udziałem konkursu w kraju zajmuje się azerska telewizja publiczna İctimai TV (İTV).
W latach 2008–2010 reprezentanci wybierani byli podczas krajowego festiwalu Land of Fire, w latach 2011–2013 – w programie Milli seçim turu, w 2014 – w programie Böyük Səhnə, a od 2015 wyłaniany jest wewnętrznie przez telewizję.
Azerbejdżan zwyciężył w finale 56. Konkursu Piosenki Eurowizji w 2011. Reprezentanci kraju w latach 2008–2013 rokrocznie plasowali się w pierwszej „dziesiątce” finałowej klasyfikacji, a do 2018 za każdym razem zdobywali awans do finału konkursu.

## Historia Azerbejdżanu w Konkursie Piosenki Eurowizji

### Lata 2008–2009

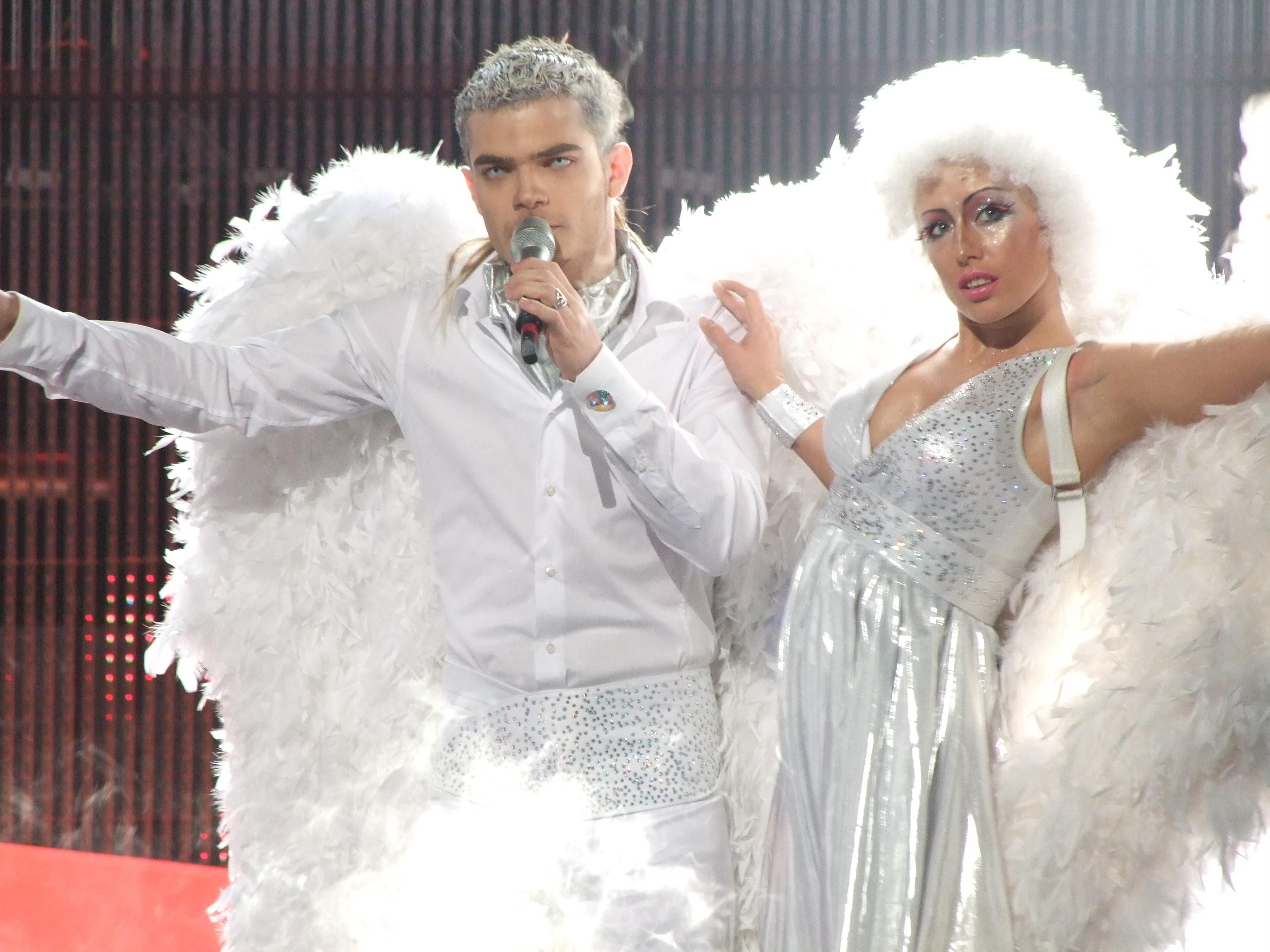
Elnur Hüseynov podczas 53. Konkursu Piosenki Eurowizji w Belgradzie, maj 2008

Azerska stacja publiczna İctimai TV (İTV) została członkiem Europejskiej Unii Nadawców (EBU) podczas 58. Rady Generalnej zorganizowanej w Stambule latem 2007. W listopadzie potwierdziła debiut w 53. Konkursu Piosenki Eurowizji. Reprezentant został wyłoniony poprzez krajowe selekcje Land of Fire 2008, których organizatorami byli İTV, Luxen Ltd. i EuroMedia Company. Finał selekcji odbył się 2 lutego 2008 w Heydər Əliyev adına İdman Kompleksi. Wystąpiło w nim trzech uczestników, którzy wykonali po dwa utwory: zespół Unformal („La La La” i „Little Muse”), Aynur İsgəndərli („Swear That You Will Stay”, „Rhythm of Fire”) oraz Elnur Hüseynov („If You’re Never Back”, „Day After Day” w duecie z Samirem Cavadzadəm). Zwycięzcę wybrała 13-osobowa komisja sędziowska. Konkurs wygrali Elnur i Samir z piosenką „Day After Day”. W trakcie finału gościnnie wystąpiły trzy zwyciężczynie poprzednich Konkursów Piosenki Eurowizji: Sertab Erener (2003), Rusłana Łyżyczko (2004) i Marija Šerifović (2007). Na początku kwietnia w Modern World Studios w Londynie reprezentanci nagrali nową wersję konkursowej piosenki. Następnie rozpoczęli trasę promocyjną po Europie, w ramach której wystąpili w Andorze, Grecji, Łotwie i Ukrainie. W maju rozpoczęli pierwsze próby do występu eurowizyjnego, a także uczestniczyli w imprezie promocyjnej Day After Day Party zorganizowanej przez azerską delegację w Studenckim Centrum Kultury w Belgradzie. 20 maja wystąpili jako siódmi w kolejności w pierwszym półfinale konkursu. Dzięki zajęciu szóstego miejsca w półfinale awansowali do finału rozgrywanego 24 maja. Zdobyli w nim 132 punkty, zajmując ósme miejsce. Podobnie jak w oficjalnym teledysku do utworu, podczas występów na scenie odegrali postać anioła i demona. Towarzyszyło im dwóch tancerzy z grupy baletowej A6, którzy nałożyli białe anielskie skrzydła.

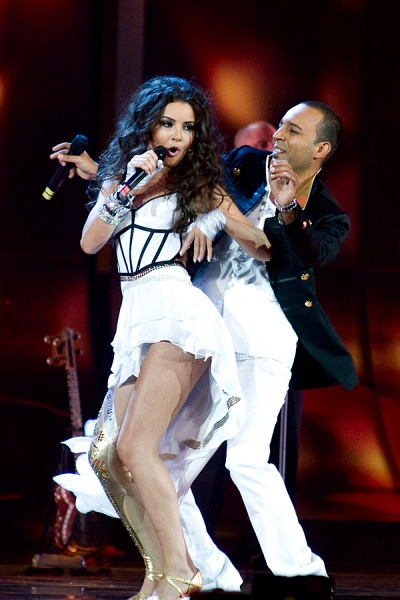
Arash i AySel podczas występu w 54. Konkursie Piosenki Eurowizji, maj 2009

W 2009 stacja İTV ogłosiła, że reprezentant na 54. Konkurs Piosenki Eurowizji organizowany w Moskwie będzie wybrany wewnętrznie przez siedmioosobową komisję sędziowską. Wybór padł na Aysel Teymurzadə. Następnie rozpoczęto nabór propozycji konkursowych. Do 1 lutego do redakcji telewizji napłynęło 30 utworów, spośród których wybrano piosenkę „Always” autorstwa Arasha. Piosenka została zachowana w stylu szwedzkiego popu z tradycyjnymi azerskimi brzmieniami, na początku pojawia się w niej dźwięk perskiego taru. 12 lutego ogłoszono, że na konkurs pojedzie zarówno piosenkarka, jak i autor utworu. W trakcie jednej z prób w Sportowym Kompleksie „Olimpijskij” AySel i Arasha odwiedził ówczesny premier Rosji, Władimir Putin. 14 maja wystąpili w drugim półfinale konkursu i z drugiego miejsca (180 pkt) awansował do finału rozgrywanego 16 maja. Wystąpili w nim jako 11. w kolejności i zajęli trzecie miejsce po zdobyciu 207 pkt, w tym m.in. maksymalnej liczby (12 pkt) od Turcji.

### Lata 2010–2019

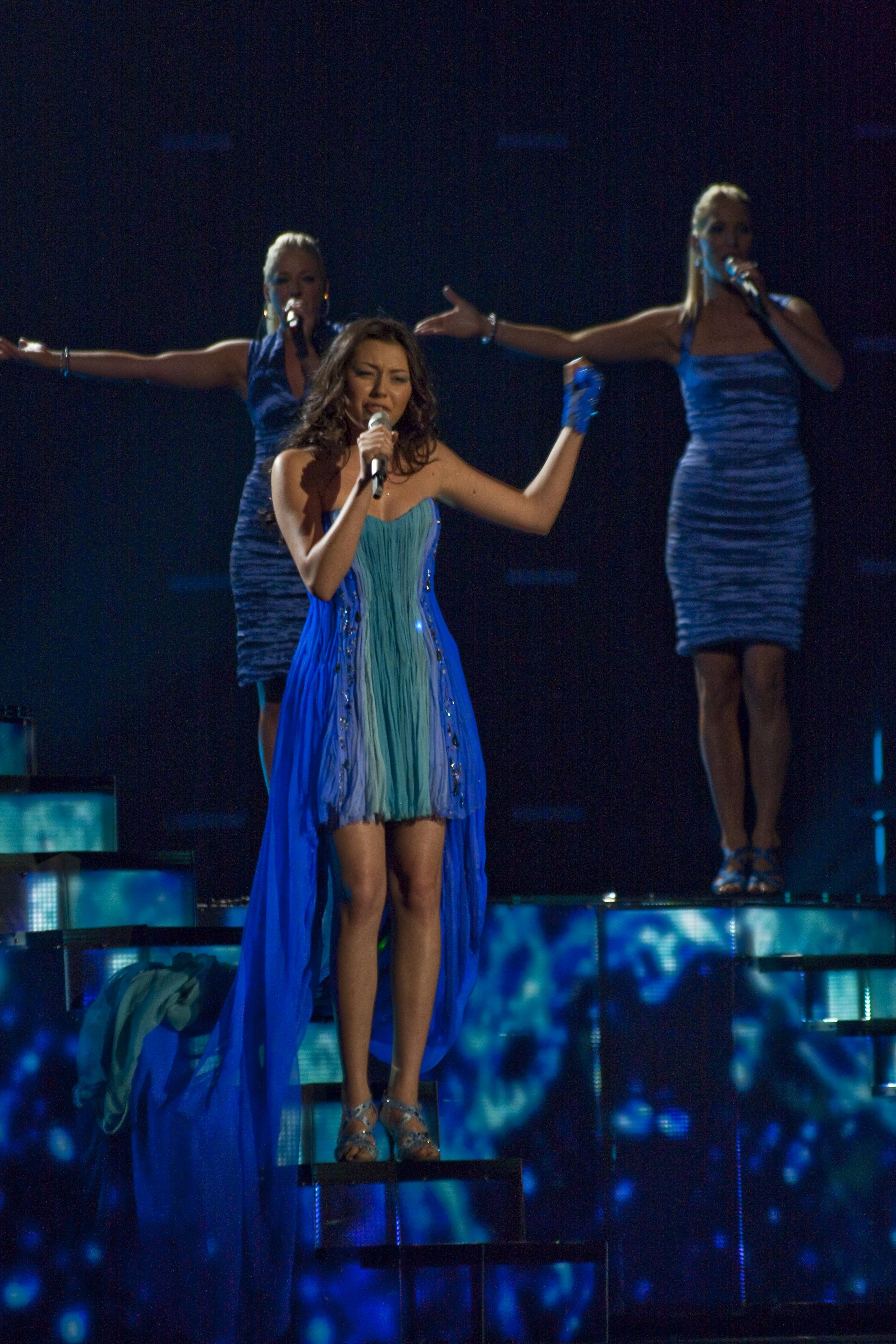
Safura podczas półfinału 55. Konkursu Piosenki Eurowizji, maj 2010

Stacja İTV potwierdziła udział w 55. Konkursie Piosenki Eurowizji w Oslo, a reprezentanta wyłoniła poprzez krajowe eliminacje. Na początku stycznia 2010 ogłosiła nazwiska półfinalistów selekcji, którymi zostali: Azad Şabanov („Smile”), grupa Milk $ Kisses („I Am on Fire”), Məryəm Şabanova („I’ve Had Enough”), Safura („Söz ver”), Elli Miçiyeva („Up, Up”) i Ülviyyə Rəhimova („In Love”). 2 marca 2010 wystąpili w półfinale selekcji, a do finału awansowali: Milk & Kisses, Məryəm Şabanova oraz Safura. 1 marca odbył się finał selekcji, uczestnicy wykonali trzy spośród czterech propozycji: „Drip Drop”, „Under My Skin”, „Soulless” i „Cancelled”. Siedmioosobowa komisja sędziowska (İsmayıl Ömərov, Fərhad Bədəlbəyli, İbrahim Quliyev, Lalə Kazımova, Murad Adıgözəlzadə, Mənzər Nurəliyeva i Fərhad Hacıyev) zdecydowała, że reprezentantką kraju będzie Safura. 18 marca ogłoszono, że wystąpi w konkursie z utworem „Drip Drop”. Po udziale w selekcjach Safura rozpoczęła próby eurowizyjne – choreografię do jej występu ułożył JaQuel Knight. W maju opublikowano bałkańską wersję językową utworu, którą współtworzył Željko Joksimović. W tym samym czasie Safura rozpoczęła trasę promocyjną po Niemczech, Holandii, Grecji, Szwajcarii, Belgii, Polski, Rosji, Ukrainie i Szwecji. 27 maja wystąpiła jako siódma w kolejności w drugim półfinale konkursu, po zdobyciu 113 pkt awansowała z drugiego miejsca do finału rozgrywanego 29 maja. Wystąpiła w nim z pierwszym numerem startowym. Zajęła w nim piąte miejsce po zdobyciu 145 pkt, w tym najwyższych not z Bułgarii, Malty, Turcji i Ukrainy.

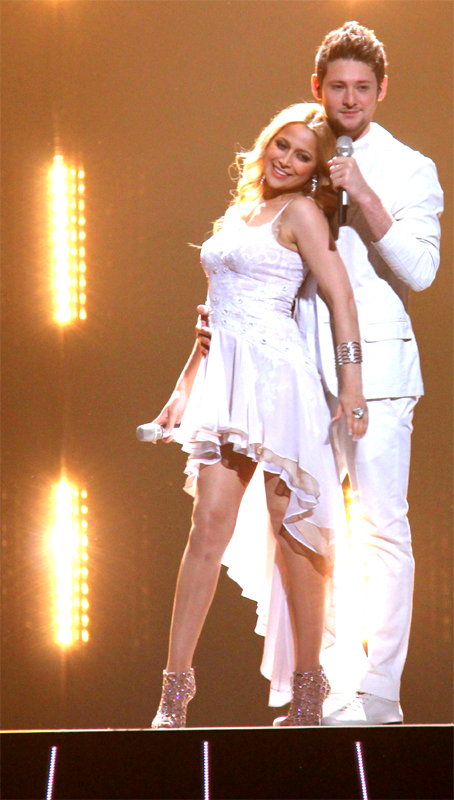
Ell i Nikki podczas prób do występu w 56. Konkursie Piosenki Eurowizji w Düsseldorfie, maj 2011

15 listopada 2010 rozpoczął się pierwszy z siedmiu półfinałów preselekcji do 56. Konkursu Piosenki Eurowizji, w których łącznie wystąpiło 77 uczestników. Do finału eliminacji, który został zorganizowany 11 marca 2011, dotarli: İlhamə Qasımova, İlqarə İbrahimova, Aynişan Quliyeva, Eldar Qasımov i Nigar Camal. Ogłoszono wówczas, że reprezentantami kraju w konkursie będzie Eldar Qasımov i Nigar Camal, którzy brali udział w selekcjach jako soliści. Ich eurowizyjną piosenką został utwór „Running Scared”. 10 maja wystąpili w pierwszym półfinale konkursu jako przedostatni, 18. w kolejności i z drugiego miejsca (122 pkt) awansowali do finału rozgrywanego 14 maja. Wystąpili w nim z 19. numerem startowym i zajęli pierwsze miejsce, zdobywszy 221 pkt.
Dzięki zwycięstwu reprezentantów Azerbejdżanu w konkursie w 2011, 57. Konkurs Piosenki Eurowizji odbył się w Baku. Stacja İTV wyłoniła reprezentanta poprzez krajowe eliminacje Milli seçim turu. Od 15 do 25 października do siedziby telewizji przesłano 119 kandydatur. 3, 5 i 7 listopada odbyły się przesłuchania uczestników przed jurorami (Zəhra Bədəlbəyli, Tünzalə Ağayeva i Natavan Şeyxova), którzy wyselekcjonowali 72 półfinalistów. Kandydaci zostali podzieleni na dziewięć grup półfinałowych, z którego do finału przechodiło po jednym zawodnicku. Do finału Milli seçim turu dotarli: Orxan Kərimli, Məryəm Sadıqova, Xəyyam Mustafazadə, Fəqan Səfərov, Elton İbrahimov, Adil Baxışlı, Səbinə Babayeva i Arzu İsmayılova. 12 lutego w Heydər Əliyev Sarayı zorganizowano finał selekcji. Ze stawki finałowej wyeliminowano trzech uczestników. Reprezentantką kraju została Sabina Babayeva. Jej eurowizyjną piosenką została „When the Music Dies”, którą premierowo zaprezentowano 17 marca. W maju odbyła trasę promocyjną, występując z koncertami w Wielkiej Brytanii, Holandii, Belgii i Malcie. Jako reprezentantka gospodarzy miała zapewnione miejsce w finale konkursu, który odbył się 26 maja. Wystąpiła w nim z 13. numerem startowym i zdobyła 150 pkt, zajmując czwarte miejsce. Prezentacji towarzyszyły ogniste wizualizacje, które sprawiały, że na sukni piosenkarki pojawił się efekty płomieni ognia. Po finale konkursu otrzymała Nagrodę Dziennikarzy im. Marcela Bezençona.

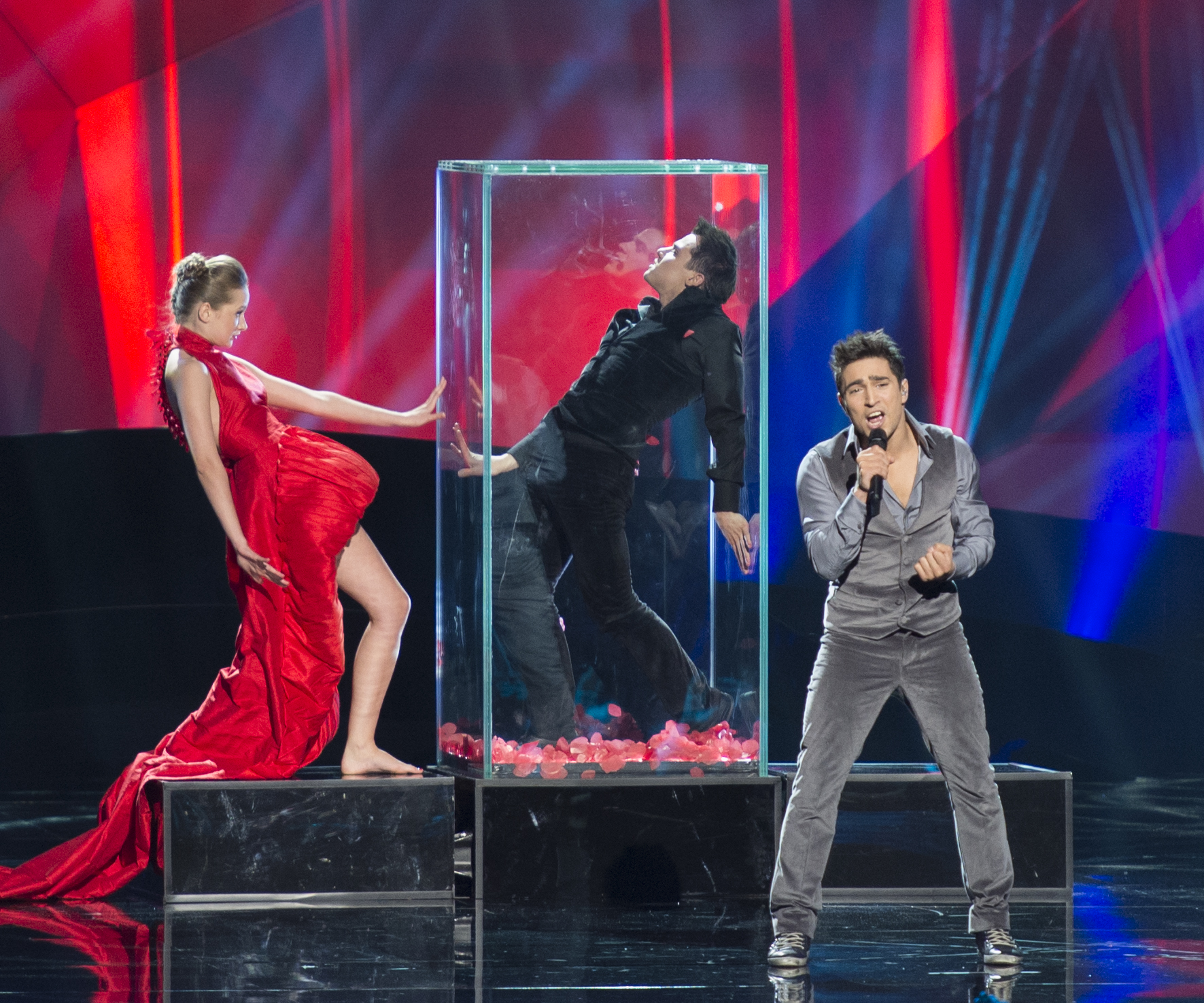
Fərid Məmmədov podczas występu w 58. Konkursie Piosenki Eurowizji w Malmö, maj 2013

Azerska telewizja potwierdziła udział w 58. Konkursie Piosenki Eurowizji w Malmö. Do udziału w selekcjach Milli seçim turu zgłosiło się 128 uczestników, spośród których wybrano najlepsze 100 propozycji. Do półfinałów zakwalifikowano 79 artystów. 14 marca odbył się finał krajowych eliminacji, do których zakwalifikowano dziesięciu kandydatów; w finale wystąpili: Leyla Qafari (z utworem „Pride”), Vüqar Muradov („Baby Baby”), Valeriya Hüseynzadə („If This Is Love”), Leyla Əliyeva („Welcome to the Sun”), Fərəh Hadıyeva („We Are One”), Nigar Hüseynova („I Still Believe”), Vlada Axundova („Big Time”), Rəvanə Əliyeva („Lovely King”), Aysel Babayeva („Sleazy Mo”) i Fərid Məmmədov („Hold Me”). Finał eliminacji wygrał Fərid Məmmədov z piosenką „Hold Me”. 16 maja wystąpił jako czwarty w drugim półfinale konkursu i z pierwszego miejsca (139 pkt) awansował do finału rozgrywanego 18 maja. Wystąpił w nim jako dwudziesty w kolejności i zdobył 234 pkt, które pozwoliły na zajęcie drugiego miejsca. Podczas występów na scenie stało szklane podium, na którym reprezentant rozpoczął śpiewać. Pomysłodawcą prezentacji był Fokas Ewangelinos. Po finale konkursu reprezentant otrzymał Nagrodę Artystyczną im. Marcela Bezençona.

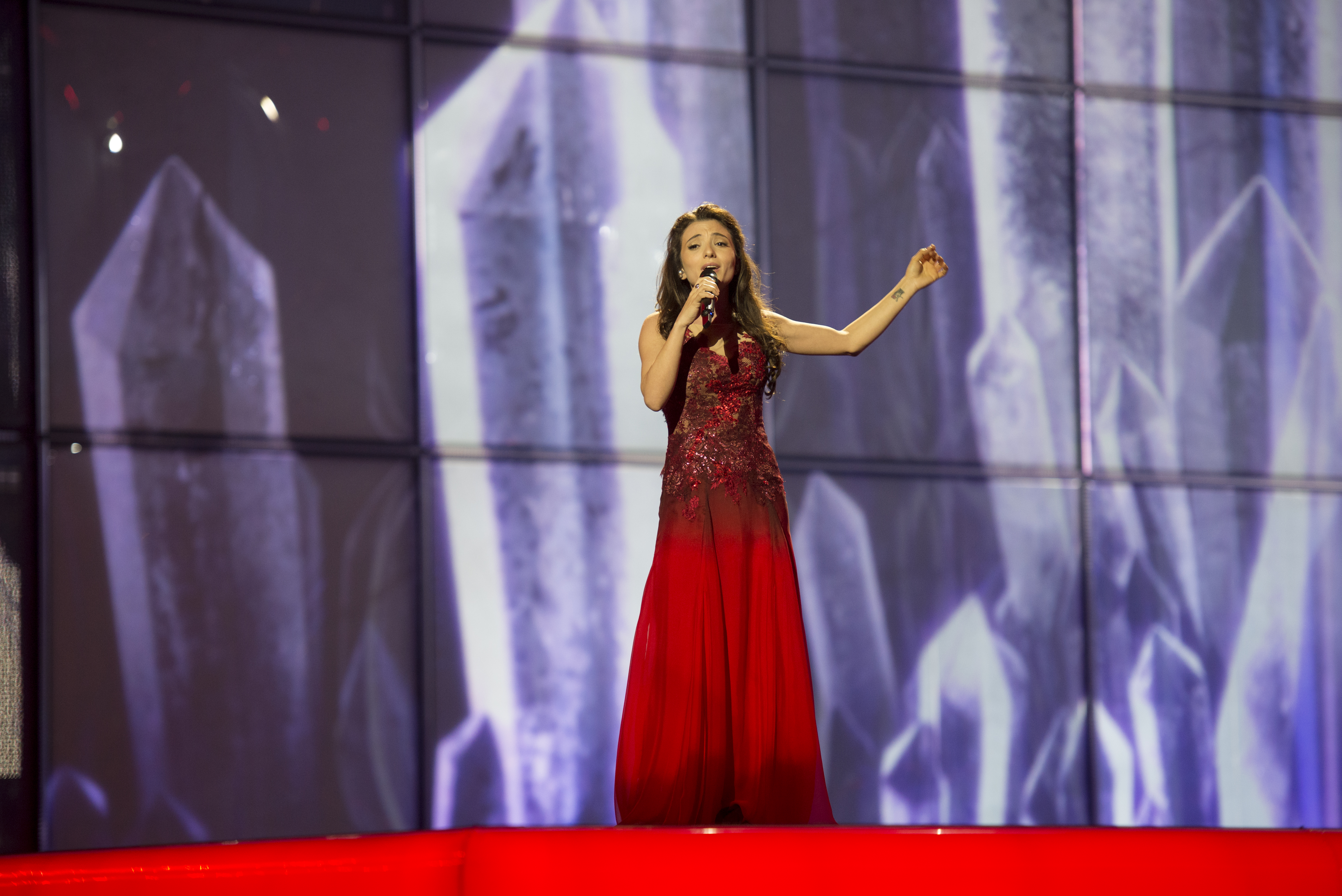
Dilara Kazımova podczas 59. Konkursu Piosenki Eurowizji w Kopenhadze, maj 2014

Pod koniec listopada 2013 krajowy nadawca potwierdził udział w 59. Konkursie Piosenki Eurowizji w Kopenhadze. Reprezentantem kraju został zwycięzca muzycznego talent-show Böyük Səhnə, który ostatecznie wygrała Dilarə Kazımova. Jej konkursową piosenką został utwór „Start a Fire”. 6 maja wystąpiła jako ósma w kolejności w pierwszym półfinale konkursu i z dziewiątego miejsca zakwalifikowała się do finału rozgrywanego 10 maja. Zajęła w nim 22. miejsce na 26. uczestników.

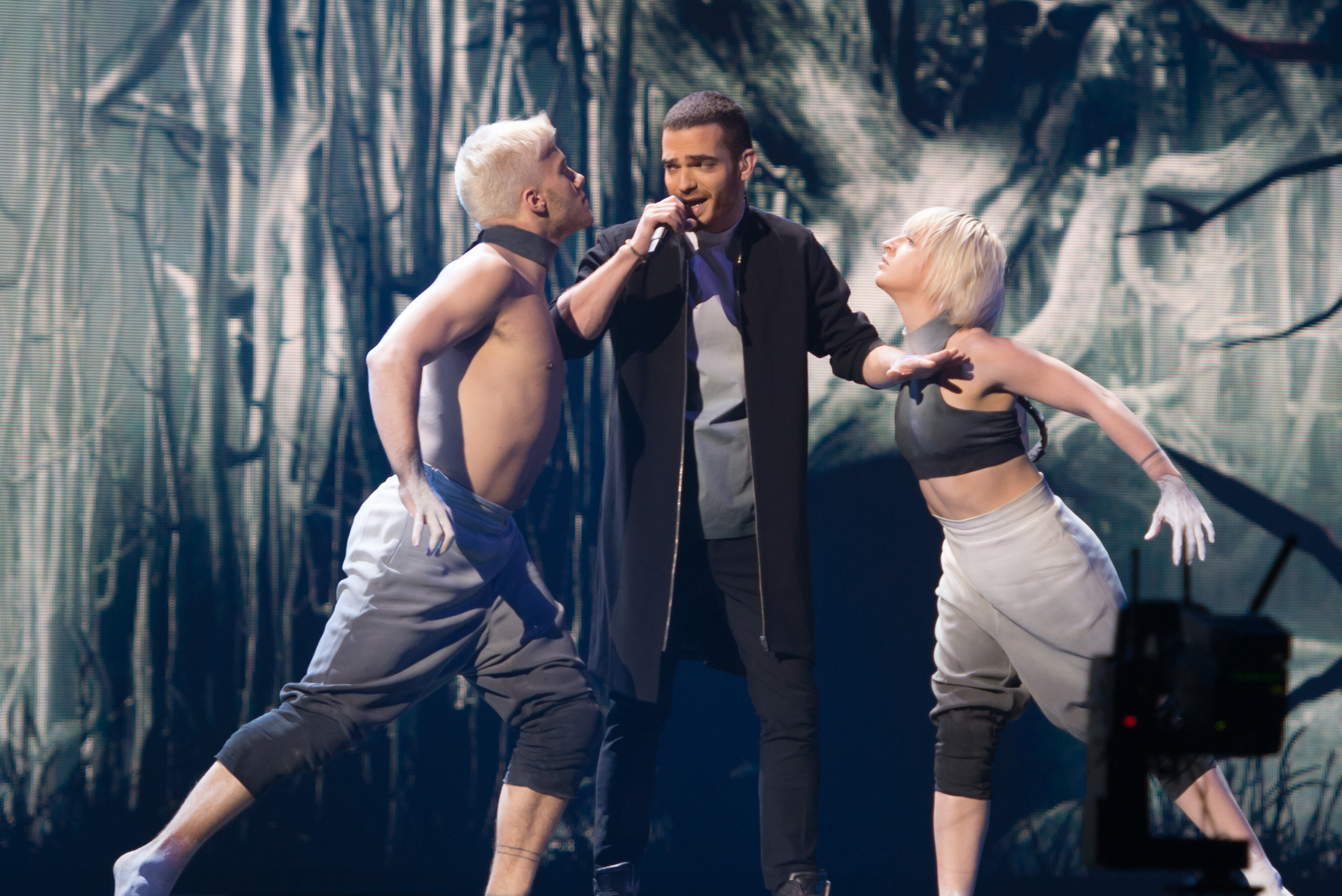
Elnur Hüseynov podczas 60. Konkursu Piosenki Eurowizji w Wiedniu, maj 2015

W sierpniu 2014 azerski nadawca publiczny potwierdził udział w 60. Konkursie Piosenki Eurowizji w Wiedniu. W marcu 2015 telewizja ogłosiła, że reprezentantem kraju będzie Elnur Hüseynov z piosenką „Hour of the Wolf”. 21 maja wystąpił jako 13. w kolejności podczas drugiego półfinału i z dziesiątego miejsca zakwalifikował się do sobotniego finału. Wystąpił w nim jako dwudziesty czwarty w kolejności i zajął 12. miejsce z 49 punktami na koncie.

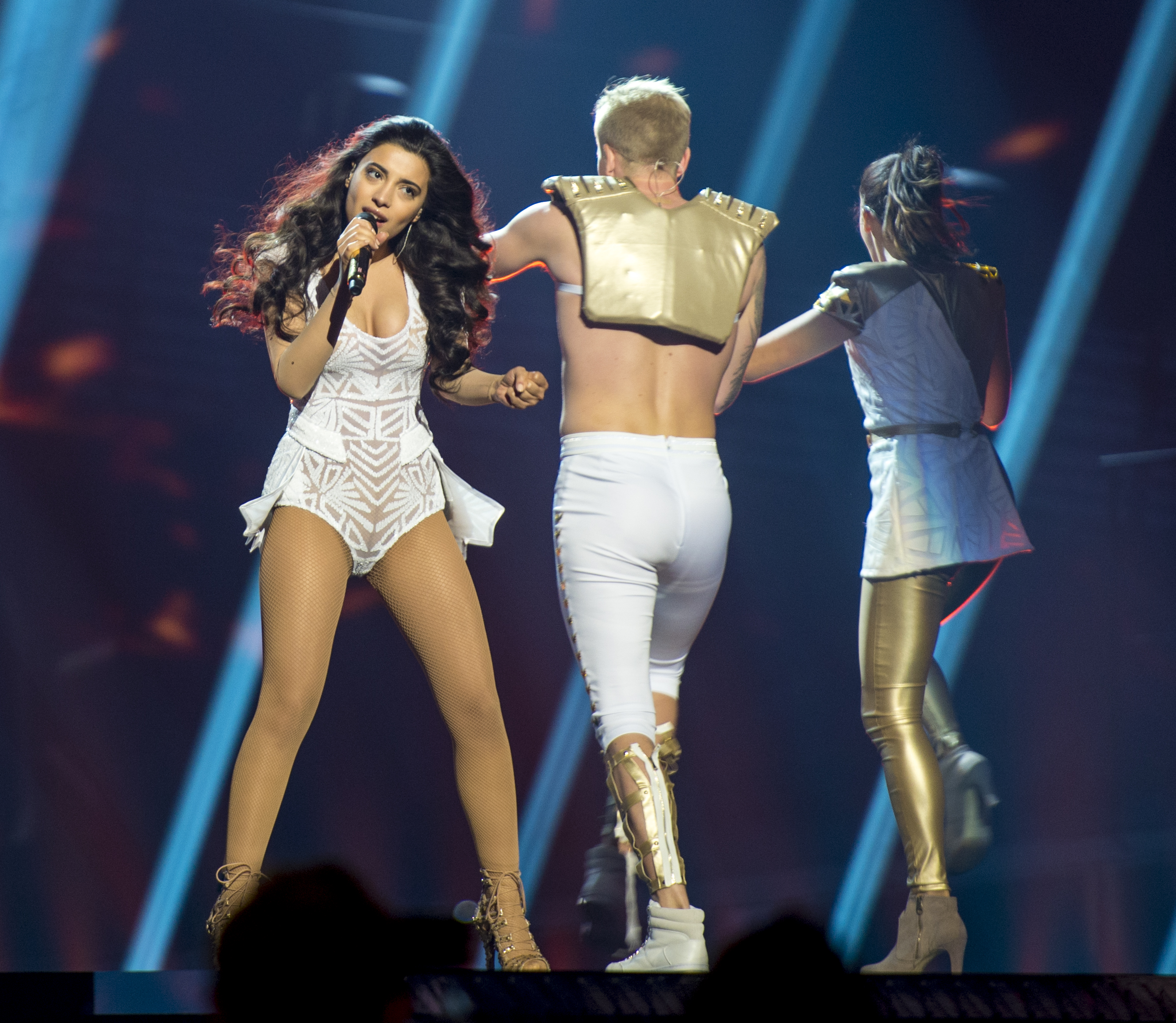
Səmra Rəhimli podczas 61. Konkursu Piosenki Eurowizji w Sztokholmie, maj 2016

W połowie września 2015 krajowy nadawca wyraziła chęć udziału w 61. Konkursie Piosenki Eurowizji organizowanym w Sztokholmie. Pod koniec stycznia 2016 potwierdził, że reprezentant kraju zostanie wybrany wewnętrznie. Zgłoszenia dla zainteresowanych udziałem wykonawców trwały od 29 stycznia do 10 lutego. 10 marca ogłoszono, że kraj reprezentować w konkursie będzie Səmra Rəhimli. Trzy dni później premierę miała jej konkursowa piosenka – „Miracle”. 10 maja wystąpiła w pierwszym półfinale konkursu i z szóstego miejsca zakwalifikowała się do finału rozgrywanego 14 maja. Zajęła w nim 17. miejsce po zdobyciu 117 pkt, w tym 44 pkt od jury (19. miejsce) i 73 pkt od telewidzów (12. miejsce).
We wrześniu 2016 stacja İTV potwierdziła udział w 62. Konkursie Piosenki Eurowizji w Kijowie. W grudniu ogłoszono, że reprezentantką kraju będzie, wybrana wewnętrznie przez telewizję, Diana „Dihaj” Hacıyeva, która wystąpiła jako chórzystka podczas występu Səmry Rəhimli w konkursie w 2016. W marcu 2017 premierę miała jej konkursowa piosenka – „Skeletons”. 11 maja wystąpiła jako ósma w kolejności w pierwszym półfinale konkursu i z ósmego miejsca awansowała do finału rozgrywanego 13 maja. Zaprezentowała się w nim z dwunastym numerem startowym i zajęła 14. miejsce po zdobyciu 120 pkt, w tym 42 pkt od telewidzów (11. miejsce) i 78 pkt od jurorów (12. miejsce).

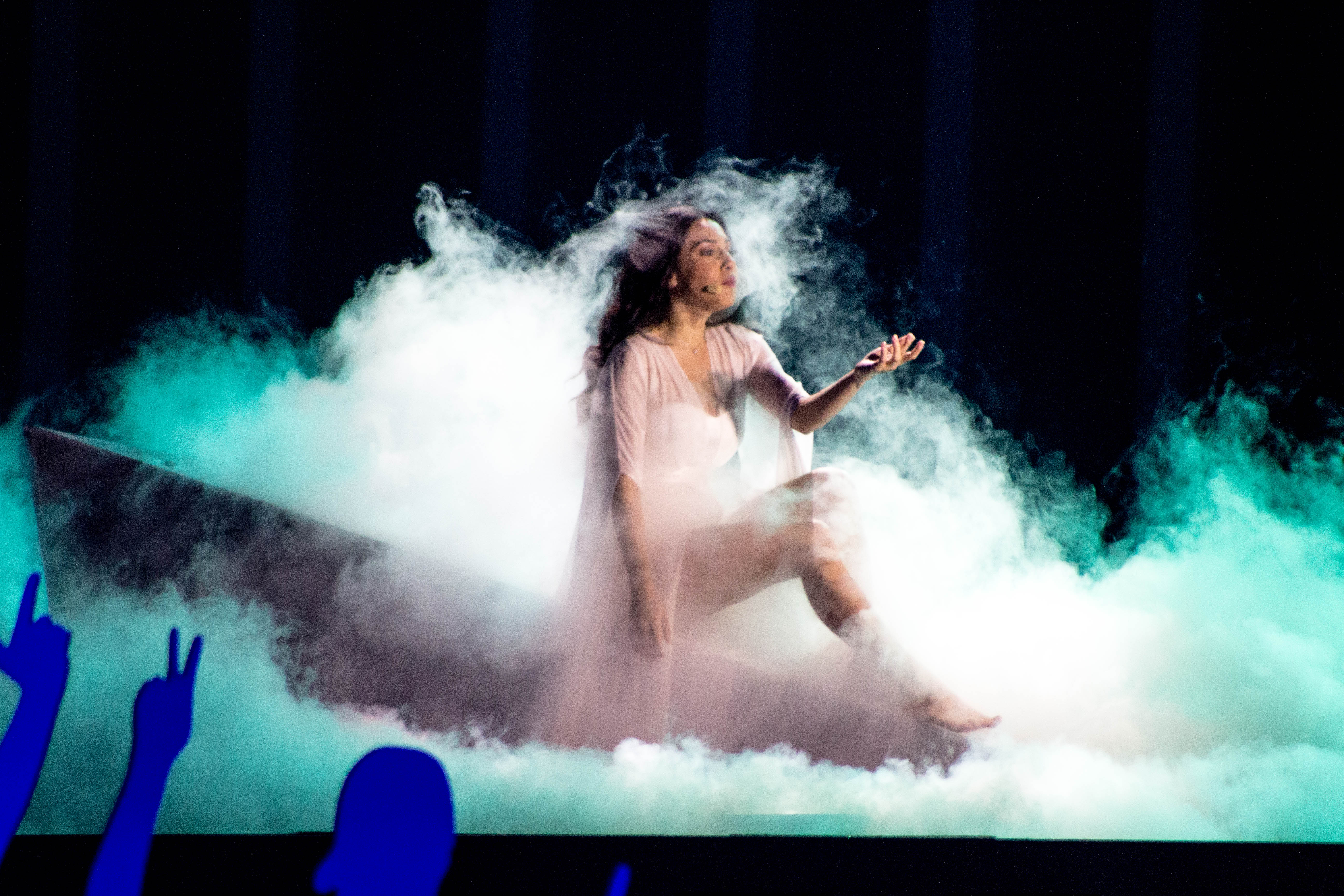
Aisel podczas prób do występu w 63. Konkursie Piosenki Eurowizji w Lizbonie, maj 2018

W sierpniu 2017 stacja İTV potwierdziła udział w 63. Konkursie Piosenki Eurowizji w Lizbonie. 8 listopada ogłosiła, że będzie reprezentować ją Aysel Məmmədova, która została wewnętrznie wybrana przez władze telewizji. W marcu 2018 premierę miała jej konkursowa piosenka, „X My Heart”. 8 maja wystąpiła jako pierwsza w kolejności w pierwszym koncercie półfinałowym i zajęła 11. miejsce, nie zakwalifikując się do finału. Została tym samym pierwszą reprezentantką w historii udziału kraju w konkursie, która nie awansowała do stawki finałowej.

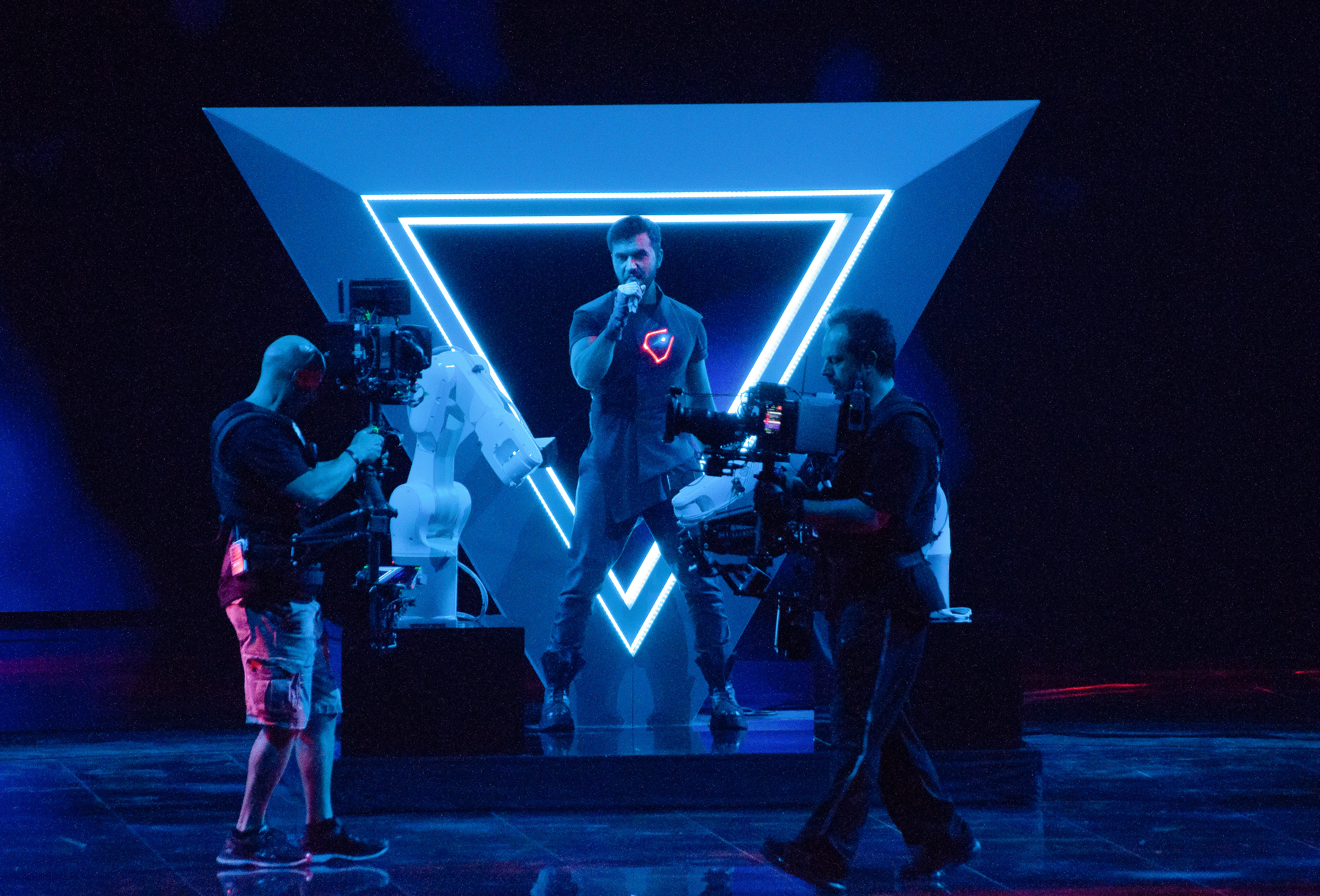
Chingiz podczas występu w 64. Konkursie Piosenki Eurowizji, maj 2019

We wrześniu 2018 stacja İTV potwierdziła wysłanie reprezentanta na 64. Konkurs Piosenki Eurowizji w Tel Awiwie. 8 marca 2019 podano, że kraj będzie reprezentować, wybrany wewnętrznie przez telewizję, Chingiz Mustafayev z piosenką „Truth”. 16 maja wystąpił jako ostatni, 18. w kolejności w drugim półfinale konkursu i z piątego miejsca awansował do finału rozgrywanego 18 maja. Wystąpił w nim z dwudziestym numerem startowym i zajął ósme miejsce po zdobyciu 302 pkt, w tym 100 pkt od telewidzów (8. miejsce) i 202 pkt od jurorów (5. miejsce).

### Od 2020

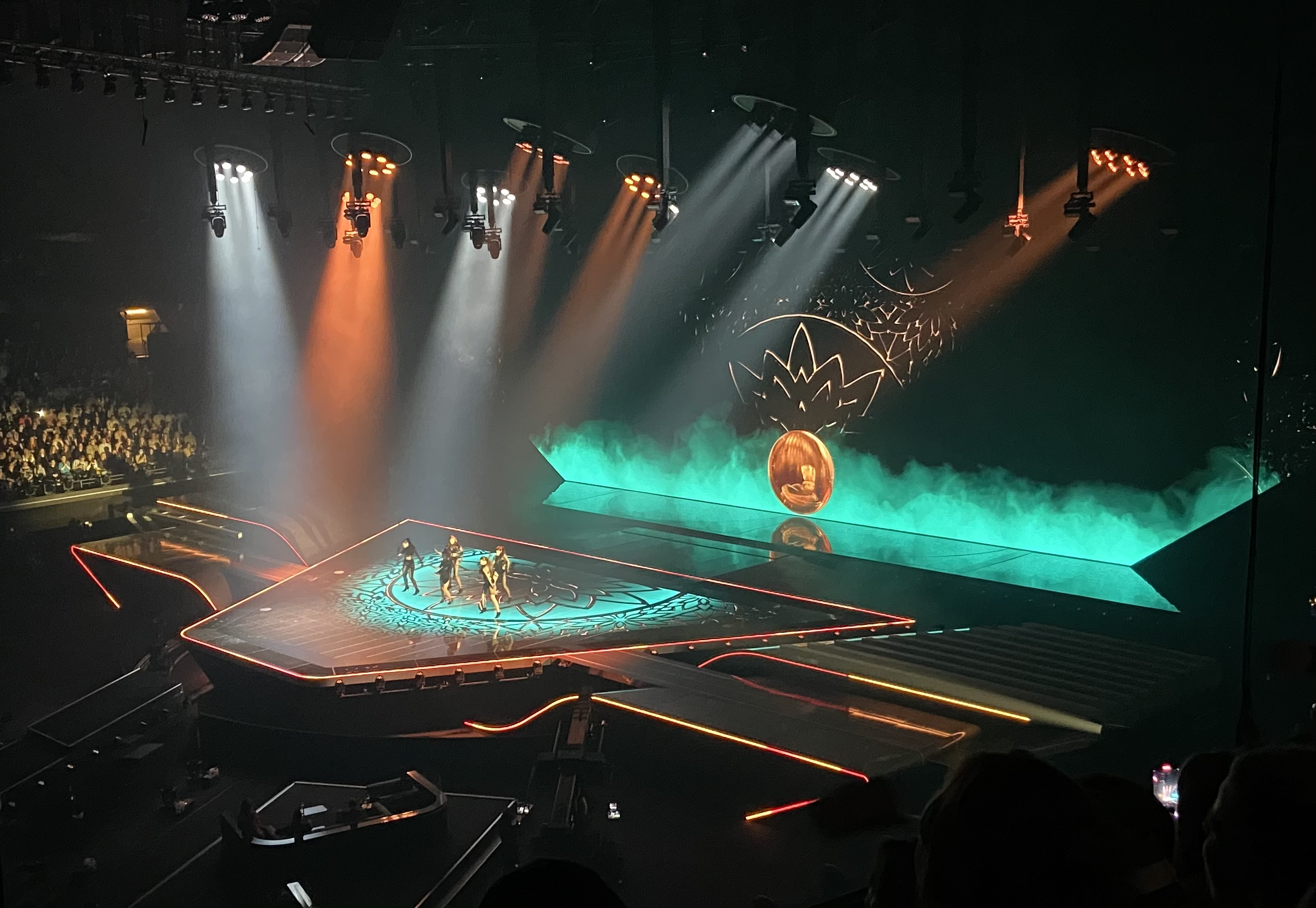
Efendi podczas występu w 65. Konkursie Piosenki Eurowizji, maj 2021

We wrześniu telewizja potwierdziła udział w 65. Konkursie Piosenki Eurowizji odbywającym się w Rotterdamie, a następnie ogłosiła, że reprezentanta kraju wyłoni wewnętrznie. W styczniu 2020 stacja rozpoczęła proces przyjmowania propozycji konkursowych, który ma zakończyć się 7 lutego. Następnie ogłoszono, że kraj reprezentować będzie Samira Efendi z singlem „Cleopatra”. Konkurs nie odbył się jednak z powodu pandemii COVID-19. Pod koniec marca 2020 azerska telewizja ogłosiła, że Efendi pozostanie reprezentantką kraju także na Konkurs Piosenki Eurowizji 2021. 15 marca 2021 premierę miała jej konkursowa piosenka „Mata Hari”, która zawiera powtarzaną linię w języku azerskim, dzięki czemu był to pierwszy raz, w którym Azerbejdżan zaśpiewał na Eurowizji część utworu w swoim języku ojczystym. 18 maja reprezentantka wystąpiła w pierwszym półfinale konkursu i z ósmego miejsca awansowała do finału, który odbył się 22 maja. Zajęła w nim 20. miejsce po zdobyciu 65 pkt, w tym 33 pkt od telewidzów (17. miejsce) i 32 pkt od jurorów (19. miejsce).

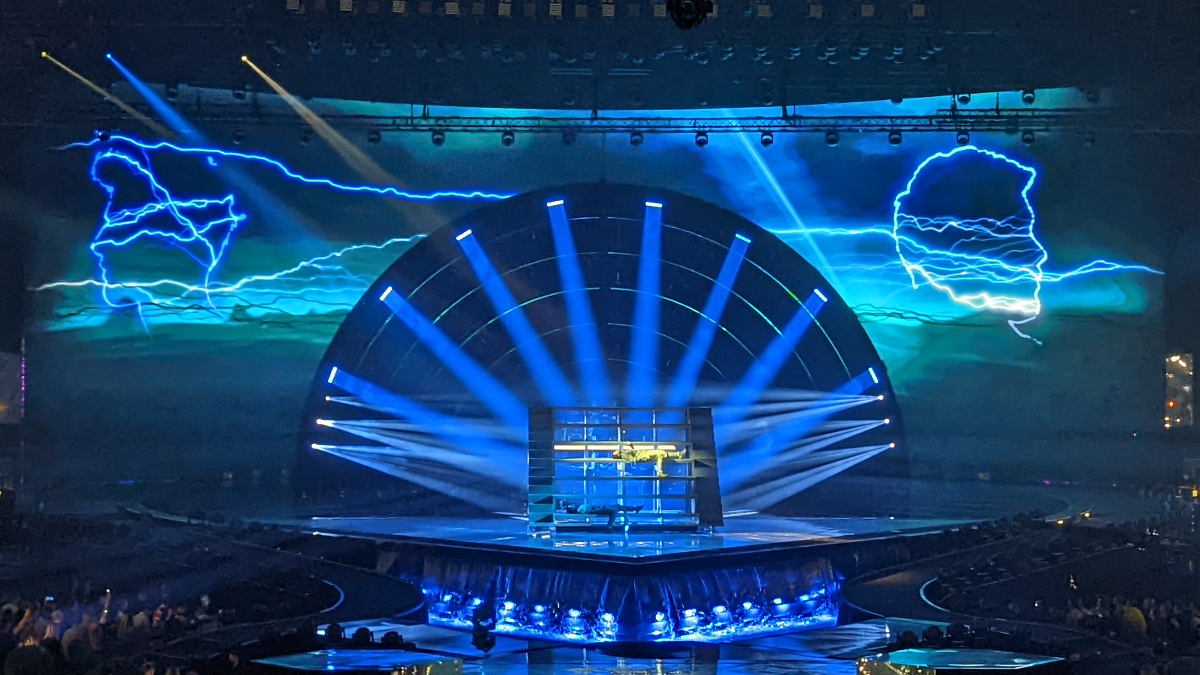
Nadir Rüstamli podczas występu w 66. Konkursie Piosenki Eurowizji, maj 2022

6 lutego 2022 azerska telewizja ogłosiła, że jej reprezentantem podczas 66. Konkursu Piosenki Eurowizji będzie Nadir Rüstamli z utworem „Fade to Black”. 12 maja wystąpił jako czwarty w kolejności w drugim półfinale konkursu i z dziesiątego miejsca zakwalifikował się do finału, który został rozegrany 14 maja. Wystąpił w nim z piętnastym numerem startowym i zajął 16. miejsce po zdobyciu 106 punktów w tym 3 punkty od telewidzów (23. miejsce) i 103 pkt od jurorów (10. miejsce).

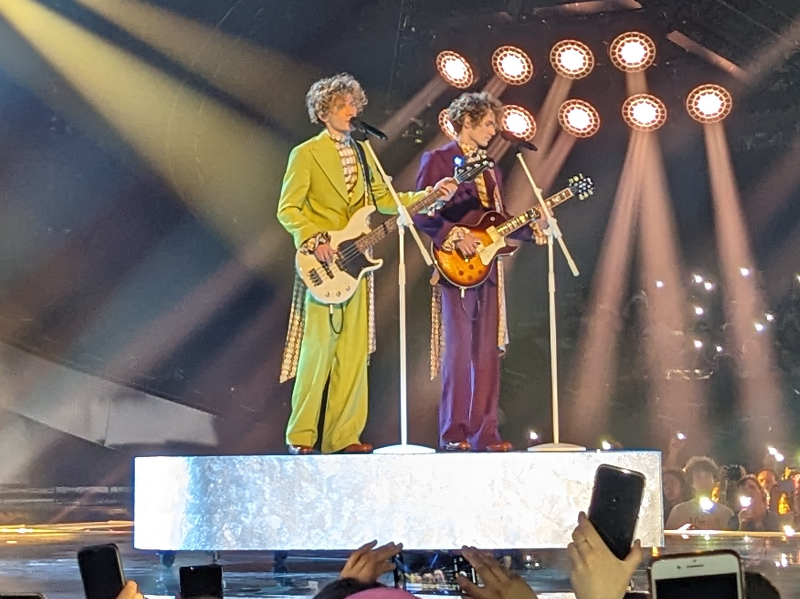
TuralTuranX podczas występu w 67. Konkursie Piosenki Eurowizji, maj 2023

W październiku 2022 roku azerski nadawca publiczny potwierdził swój udział w konkursie i poinformował, że reprezentant kraju zostanie wybrany wewnętrznie. Nadawca otworzył okno zgłoszeń 8 grudnia i zamknął 15 stycznia, choć początkowo zgłoszenia miały trwać do 31 grudnia. İTV ujawniło później, że przesłano ponad 200 potencjalnych piosenek, z których większość pochodziła od międzynarodowych autorów piosenek spoza Azerbejdżanu. Choć początkowo pojawiły się spekulacje, że nadawca wybrał zespół Mamagama na reprezentantów kraju ze względu na powiązania z Eldarem Gasimovem, który zwyciężył w finale Konkursu Piosenki Eurowizji 2011, ostatecznie nadawca zdementował plotki 1 lutego, twierdząc, że na krótkiej liście o ostateczną walkę o konkurs pozostało już tylko pięciu artystów: Azer Nasibov, Humay Aslanova i Amrah Musayev, Leyla Izzatova, Mamagama i TuralTuranX. Oficjalnie 9 marca azerska telewizja publiczna poinformowała, że reprezentantami kraju został zespół TuralTuranX, ich konkursowy utwór „Tell Me More” został zaprezentowany 13 marca. Zaprezentowali się z dwunastym numerem startowym podczas pierwszego półfinału, 9 maja i zajęli 14. miejsce po zdobyciu 4 punktów tym samym nie zakwalifikowali się do finału. Zajmując tym samym najgorsze miejsce w historii udziału Azerbejdżanu w konkursie.

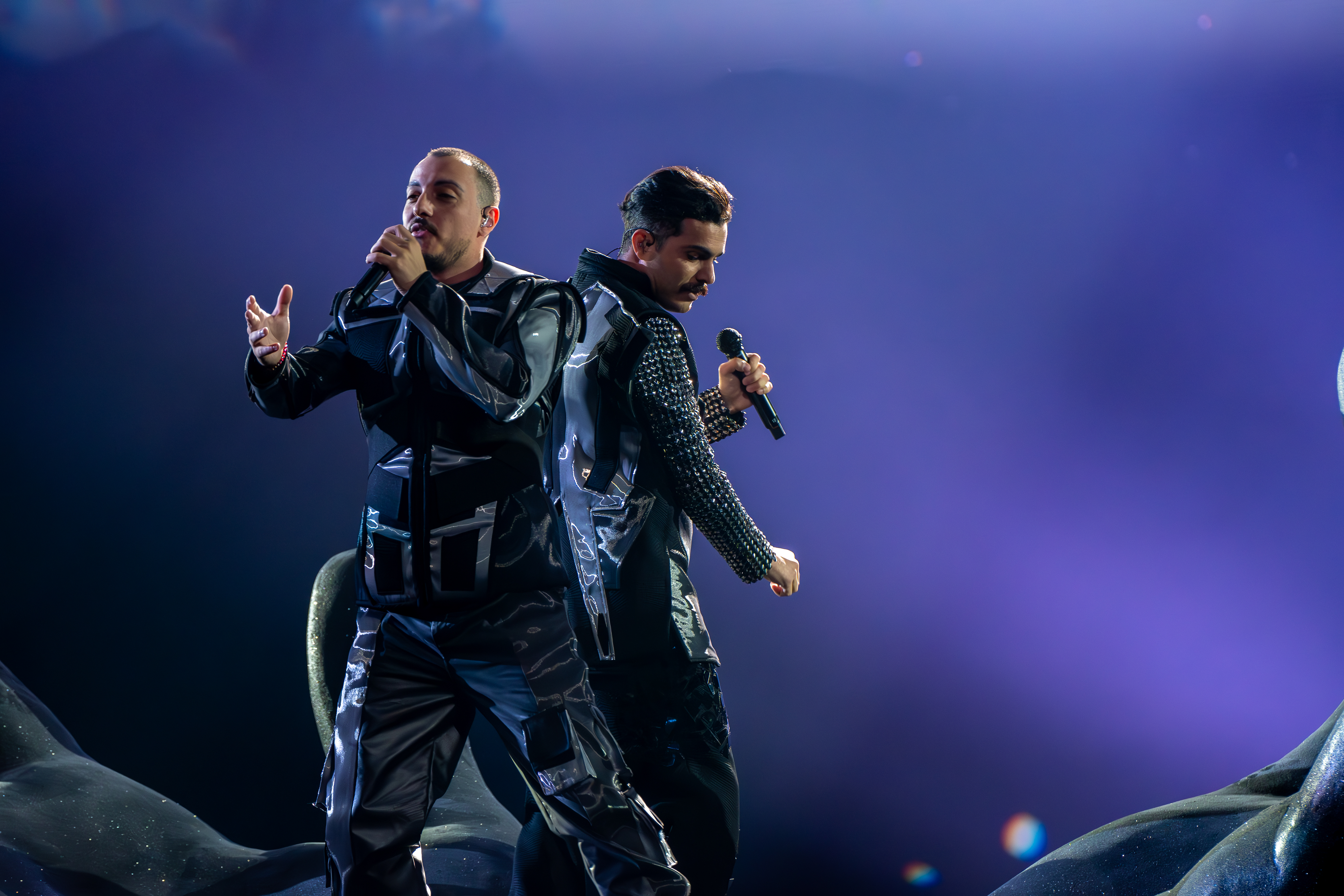
Fahree i İlkin Dövlətov podczas 68. Konkursu Piosenki Eurowizji, maj 2024

W lipcu 2023 roku azerski nadawca publiczny potwierdził udział w konkursie w 2024 roku. 7 marca 2024 ogłoszono, że na reprezentanta został wybrany Fahree, lecz później jednak poinformowano, że dołączy do niego İlkin Dövlətov. 15 marca ukazała się ich konkursowa propozycja zatytułowana „Özünlə apar” (azer. Zabierz mnie ze sobą). Duet wystąpił jako dwunasty w pierwszym półfinale konkursu, który odbył się 7 maja. Ostatecznie zajął on w nim 14. miejsce, tym samym nie kwalifikując się do finału oraz wyrównując najgorszy rezultat kraju z poprzedniego roku.

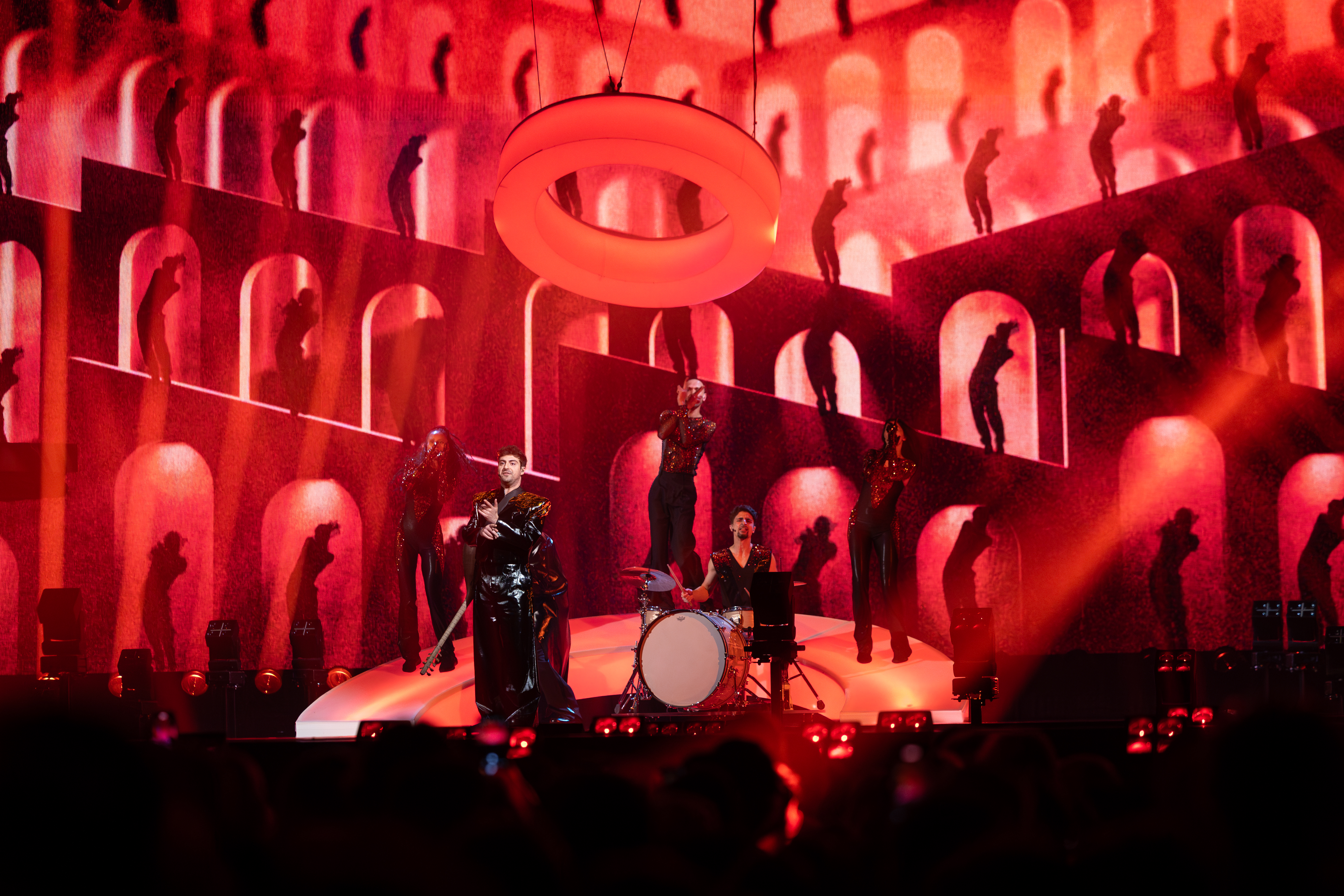
Mamagama podczas 69. Konkursu Piosenki Eurowizji, maj 2025

3 sierpnia 2024 azerska telewizja potwierdziła udział w 69. Konkursie Piosenki Eurowizji rozgrywającym się w Bazylei. W tym samym czasie rozpoczęto również przyjmowanie zgłoszeń. 19 grudnia azerskie media doniosły, że na krótkiej liście kandydatów do reprezentowania Azerbejdżanu rzekomo pozostało trzech artystów: Mehin Hümbətova, Nataone oraz Murad Arif. 4 lutego 2025 azerski nadawca publiczny ogłosił, że kraj będzie reprezentować zespół Mamagama. 19 lutego ukazał się ich konkursowy utwór zatytułowany „Run with U”. 13 maja wystąpili w pierwszym półfinale konkursu z dziesiątym numerem startowym i zajęli ostatnie, 15. miejsce, tym samym nie kwalifikując się do finału oraz ustanawiając najgorszy rezultat dla Azerbejdżanu w historii udziału w konkursie.
18 lutego 2025 azersko-rosyjska piosenkarka Alizade stwierdziła w wywiadzie, że „będzie reprezentować Azerbejdżan na Eurowizji 2026”. Piosenkarka przyznała również, że chciałaby aby w konkursie towarzyszył jej turecki piosenkarz Edis, a jeśli okazałoby się to niemożliwe, to i tak weźmie udział w konkursie solo. 6 sierpnia 2025 Nurlana Jafarova, szefowa azerskiej delegacji potwierdziła, że Azerbejdżan weźmie udział w 70. Konkursie Piosenki Eurowizji organizowanym w Wiedniu, tym samym zdementowała plotki o rezygnacji kraju z udziału twierdząc, że te doniesienia są całkowicie bezpodstawne.

## Uczestnictwo
Azerbejdżan uczestniczy w Konkursie Piosenki Eurowizji od 2008. Poniższa tabela uwzględnia nazwiska wszystkich azerskich reprezentantów, tytuły konkursowych piosenek oraz wyniki w poszczególnych latach:
| Rok  | Artysta                     | Piosenka              | Język              | Finał            | Finał            | Półfinał         | Półfinał         |
| Rok  | Artysta                     | Piosenka              | Język              | Miejsce          | Punkty           | Miejsce          | Punkty           |
| ---- | --------------------------- | --------------------- | ------------------ | ---------------- | ---------------- | ---------------- | ---------------- |
| 2008 | Elnur i Samir               | „Day After Day”       | angielski          | 8                | 132              | 6                | 96               |
| 2009 | Aysel i Arash               | „Always”              | angielski          | 3                | 207              | 2                | 180              |
| 2010 | Safura                      | „Drip Drop”           | angielski          | 5                | 145              | 2                | 113              |
| 2011 | Ell i Nikki                 | „Running Scared”      | angielski          | 1                | 221              | 2                | 122              |
| 2012 | Səbinə Babayeva             | „When the Music Dies” | angielski          | 4                | 150              | Organizator      | Organizator      |
| 2013 | Fərid Məmmədov              | „Hold Me”             | angielski          | 2                | 234              | 1                | 139              |
| 2014 | Dilarə Kazımova             | „Start a Fire”        | angielski          | 22               | 33               | 9                | 57               |
| 2015 | Elnur Hüseynov              | „Hour of the Wolf”    | angielski          | 12               | 49               | 10               | 53               |
| 2016 | Səmra Rəhimli               | „Miracle”             | angielski          | 17               | 117              | 6                | 185              |
| 2017 | Dihaj                       | „Skeletons”           | angielski          | 14               | 120              | 8                | 150              |
| 2018 | Aisel                       | „X My Heart”          | angielski          | –                | –                | 11               | 94               |
| 2019 | Chingiz                     | „Truth”               | angielski          | 8                | 302              | 5                | 224              |
| 2020 | Efendi                      | „Cleopatra”           | angielski          | Konkurs odwołany | Konkurs odwołany | Konkurs odwołany | Konkurs odwołany |
| 2021 | Efendi                      | „Mata Hari”           | angielski          | 20               | 65               | 8                | 138              |
| 2022 | Nadir Rüstamli              | „Fade to Black”       | angielski          | 16               | 106              | 10               | 96               |
| 2023 | TuralTuranX                 | „Tell Me More”        | angielski          | –                | –                | 14               | 4                |
| 2024 | Fahree feat. İlkin Dövlətov | „Özünlə Apar”         | angielski, azerski | –                | –                | 14               | 11               |
| 2025 | Mamagama                    | „Run with U”          | angielski          | –                | –                | 15               | 7                |
| 2026 |                             |                       |                    |                  |                  |                  |                  |

Legenda:
     1. miejsce

## Historia głosowania w finale (2008–2025)
Poniższe tabele pokazują, którym krajom Azerbejdżan przyznaje w finale najwięcej punktów oraz od których państw azerscy reprezentanci otrzymują najwyższe noty.
| Lp. | Kraj    | Punkty |
| --- | ------- | ------ |
| 1   | Ukraina | 170    |
| 2   | Rosja   | 121    |
| 3   | Izrael  | 113    |
| 4   | Włochy  | 85     |
| 5   | Szwecja | 66     |

| Lp. | Kraj     | Punkty |
| --- | -------- | ------ |
| 1   | Rosja    | 124    |
| 2   | Gruzja   | 119    |
| 3   | Mołdawia | 103    |
| 4   | Ukraina  | 99     |
| 5   | Malta    | 75     |

## Konkursy Piosenki Eurowizji w Azerbejdżanie

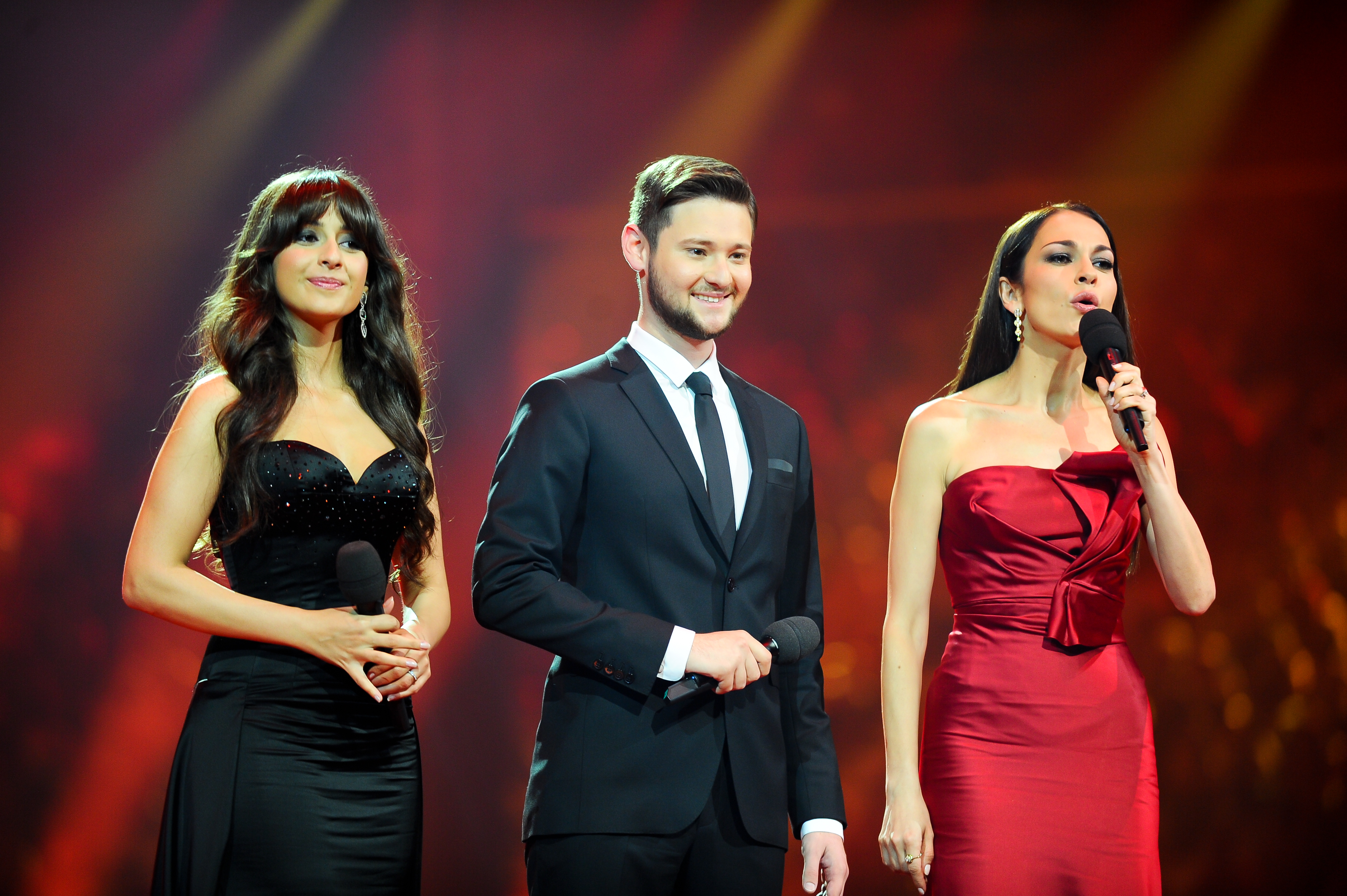
Leyla Əliyeva, Eldar Qasımov i Nərgiz Birk-Petersen, prowadzący 57. Konkursu Piosenki Eurowizji organizowanego w Azerbejdżanie w maju 2012

Azerbejdżan był gospodarzem Konkursu Piosenki Eurowizji w 2012, który odbył się w Bakı Kristal Zalı w Baku. Na potrzeby konkursu wybudowano w mieście halę Bakı Kristal Zalı. Rząd Azerbejdżanu przeznaczył na powstanie areny 6 mln manatów azerskich (ok. 24 mln zł).
W trakcie przygotowań do konkursu organizacja Human Rights Watch (HRW) otwarcie skrytykowała azerskie władze za narzucenie wobec mieszkańców przymusowych eksmisji w celu umożliwienia rozbiórki ich mieszkań, by wybudować drogę do miejsca budowy hali. Wielomilionowe inwestycje w przygotowanie konkursu również było szeroko komentowane w mediach jako „próba załagodzenia obaw o ich słabej demokracji i poszanowaniu praw człowieka”. Przed konkursem grupa azerskich organizacji pozarządowych rozpoczęła kampanię społeczną zwracającą uwagę na pogarszającą się sytuację na terenach państwa. Organizacja HRW odnotowała w przeddzień konkursu „brutalne stłumienia demonstracji”, a Amnesty International potępił „surową represję wolności słowa, niezgody, organizacji pozarządowych, dziennikarzy krytycznych”.
| Rok  | Lokalizacja | Arena             | Prowadzący                                       |
| ---- | ----------- | ----------------- | ------------------------------------------------ |
| 2012 | Baku        | Bakı Kristal Zalı | Leyla Əliyeva Eldar Qasımov Nərgiz Birk-Petersen |

## Nagrody im. Marcela Bezençona
Nagrody im. Marcela Bezençona – trofea dla najlepszych konkurencyjnych piosenek w finale, które zostały po raz pierwszy rozdane podczas 47. Konkursu Piosenki Eurowizji zorganizowanego w Tallinnie w Estonii. Pomysłodawcami nagrody są: Christer Björkman (reprezentant Szwecji w 1992 roku, obecny Szef Delegacji Szwecji) oraz Richard Herrey (członek szwedzkiego zespołu Herreys, który wygrał Konkurs Piosenki Eurowizji 1984). Statuetka nosi nazwisko twórcy Konkursu Piosenki Eurowizji – Marcela Bezençona.
Nagrody przyznawane są obecnie w trzech kategoriach:
- Nagroda Dziennikarzy (zwycięzcę wybierają akredytowani dziennikarze)
- Nagroda Artystyczna (zwycięzcę wybierają komentatorzy konkursu)
- Nagroda Kompozytorska (zwycięzcę wybierają kompozytorzy biorący udział w konkursie)

Spis poniżej uwzględnia azerskich zdobywców Nagrody im. Marcela Bezençona:
Nagroda Dziennikarzy
| Rok  | Wykonawca       | Piosenka              | Autor(zy)                                             |
| ---- | --------------- | --------------------- | ----------------------------------------------------- |
| 2012 | Səbinə Babayeva | „When the Music Dies” | Anders Bagge Sandra Bjurman Stefan Örn Johan Kronlund |

Nagroda Artystyczna
| Rok  | Wykonawca      | Piosenka  | Autor(zy)                                      |
| ---- | -------------- | --------- | ---------------------------------------------- |
| 2013 | Fərid Məmmədov | „Hold Me” | Dimitris Kondopulos John Ballard Ralph Charlie |

## Komentatorzy i sekretarze
Spis poniżej przedstawia wszystkich azerskich komentatorów konkursu oraz krajowych sekretarzy podających punkty w finale.
| Rok  | Komentator                       | Sekretarz                                            |
| ---- | -------------------------------- | ---------------------------------------------------- |
| 2008 | Hüsniyyə Məhərrəmova İsa Məlikov | Leyla Əliyeva                                        |
| 2009 | Leyla Əliyeva İsa Məlikov        | Hüsniyyə Məhərrəmova                                 |
| 2010 | Hüsniyyə Məhərrəmova             | Tamilla Şirinova                                     |
| 2011 | Leyla Əliyeva                    | Səfurə Əlizadə                                       |
| 2012 | Könül Arifqızı Saleh Bağırov     | Səfurə Əlizadə                                       |
| 2013 | Könül Arifqızı                   | Tamilla Şirinova                                     |
| 2014 | Könül Arifqızı                   | Səbinə Babayeva                                      |
| 2015 | Kamran Quliyev                   | Tural Əsədov                                         |
| 2016 | Azər Süleymanlı                  | Tural Əsədov                                         |
| 2017 | Azər Süleymanlı                  | Tural Əsədov                                         |
| 2018 | Azər Süleymanlı                  | Tural Əsədov                                         |
| 2019 | Murad Arif                       | Faiq Ağayev                                          |
| 2021 | Murad Arif                       | Ell i Niki                                           |
| 2022 | Murad Arif                       | Martin Österdahl (w zastępstwie za Narmin Salmanowa) |
| 2023 | Azər Süleymanlı                  | Nərmin Salmanova                                     |
| 2024 | Nurlana Cəfərova                 | Aysel Teymurzadə                                     |
| 2025 | Elnarə Xəlilova i Aga Nadirov    | Səfurə Əlizadə                                       |